# Borghi
Borghi (I Béurch o anche I Béurgh in romagnolo) è un comune italiano di 2 917 abitanti della provincia di Forlì-Cesena in Emilia-Romagna.

## Geografia fisica

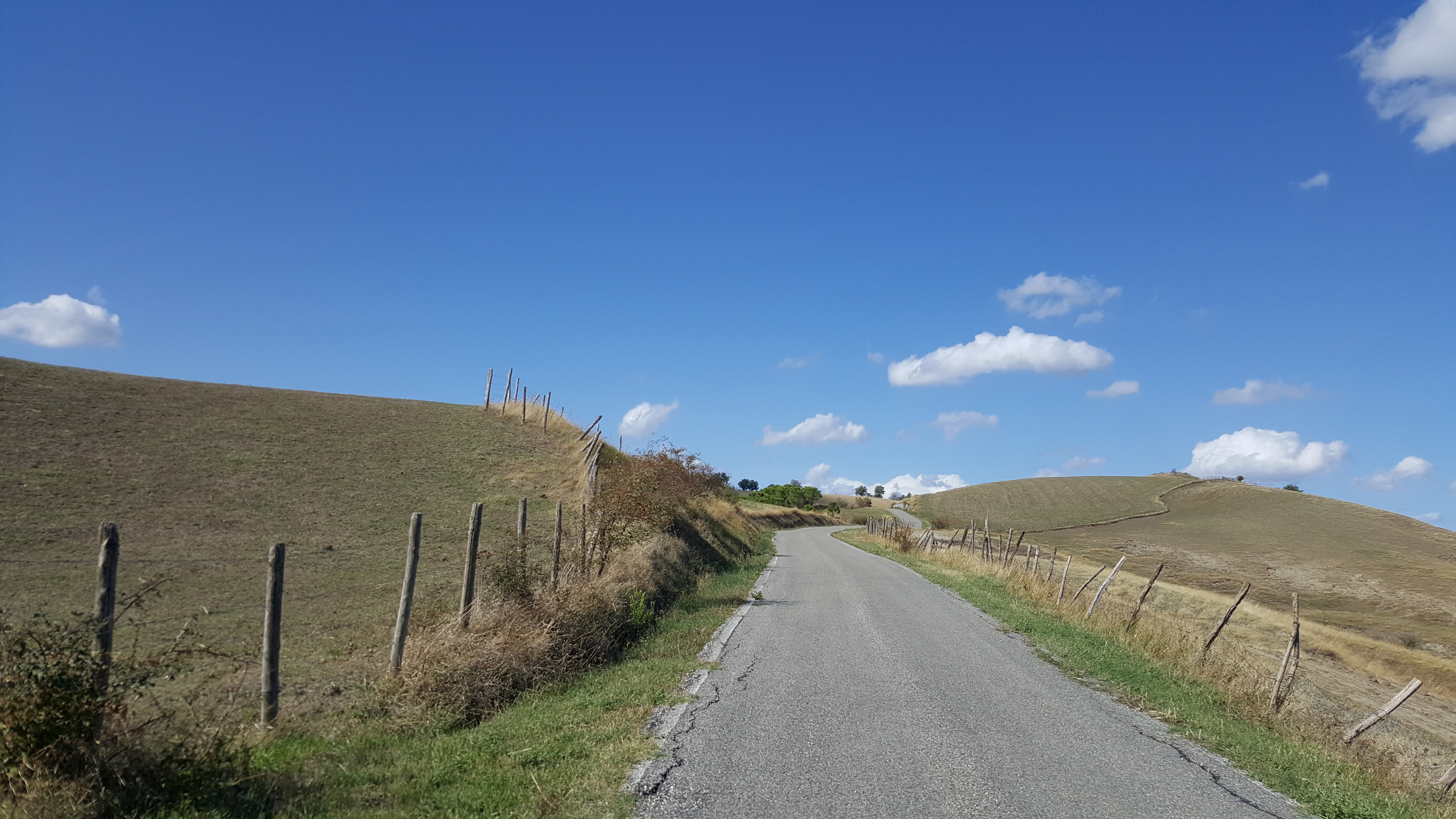
Panorama nei dintorni di Borghi.

Si trova a sud-est di Cesena dalla quale dista 22 km, all'altezza di Savignano sul Rubicone, sulle prime alture che si staccano dalla Pianura Padana. Confina a sud con Poggio Torriana (RN). Come Sogliano al Rubicone (in parte), Savignano sul Rubicone e San Mauro Pascoli, si trova a sud-est del fiume Rubicone. Il territorio si presenta dolcemente ondulato e verdeggiante.

## Storia
Il territorio ha visto il sorgere di più castelli e roccaforti posti anche a breve distanza l'uno dall'altro, cosicché il comune comprende più abitati in passato autonomi, ciascuno con una propria storia: San Giovanni in Galilea, Calbana, Converseto, Raggiano e Poggio de' Borghi.

### San Giovanni in Galilea
È il più antico insediamento che domina le valli dell'Uso, del Rubicone e del Marecchia. Il Codice bavaro (libro papiraceo sul quale erano annotate i possedimenti e i territori meridionali, fino a Perugia, della Chiesa di Ravenna) del X secolo menziona San Giovanni in Galilea, ma non Converseto, del quale si hanno notizie nel 978. Si presume quindi che San Giovanni risalga a ben prima di questa data. Circondato dai ruderi d'imponenti fortificazioni dei secoli XIV e XV, il paese è dominato a ovest da quel che resta di una rocca (palazzo Malatesta) del XVI secolo.
Risulta abitato già nell'Eneolitico e, da ciò che si può desumere dalle analogie riscontrate con i reperti ritrovati nel sito di Verucchio, possiamo attribuire i primi insediamenti alla civiltà etrusco-villanoviana, che evidentemente colonizzò la bassa Romagna in maniera assidua. Probabilmente vi si stanziarono, nel IV secolo a.C., i Galli Senoni, come attesterebbe anche il toponimo "Galilea" (sinonimo di "gallica").
Tra il VI ed il VII secolo fu costruita da missionari e maestranze di Ravenna, a poca distanza dal colle e all'incrocio di varie strade, una pieve, o chiesa battesimale, per la colonizzazione ed l'evangelizzazione del territorio. Fu feudo ecclesiastico del vescovo di Rimini fino al principio del XIII secolo, poi passò sotto la giurisdizione del Comune di quella città e quindi dei Malatesta. Ovviamente abbiamo una storia parallela e similare a quella di Poggio de' Borghi, tanto che, dopo la sconfitta di Sigismondo Pandolfo a opera di Papa Pio II, fu concessa in vicariato nel 1464 a Carlo Malatesta, del ramo soglianese dei Malatesta e fedele al papato. I Malatesta governarono per altri 200 anni su San Giovanni; l'ultimo discendente fu Sigismondo II Malatesta, che completò la costruzione della rocca e della chiesa di S. Pietro, fatte edificare verso la metà del Cinquecento dal cugino Pandolfo II. Alla sua morte, nel 1654, S. Giovanni passò sotto la diretta amministrazione della Chiesa.

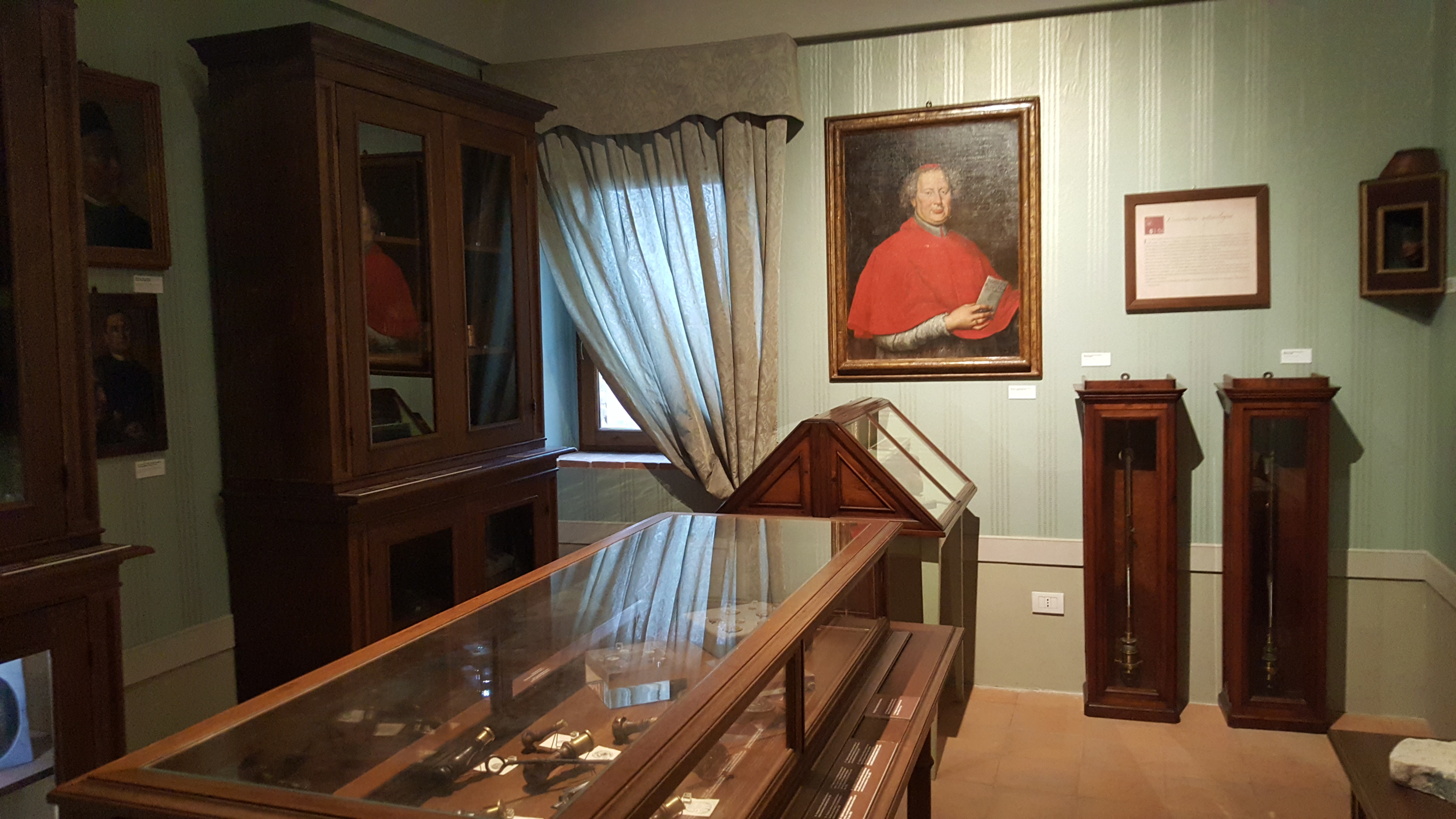
Una sala del Museo Renzi

Vi sorge il Museo Renzi, voluto e fondato da don Francesco Renzi.

### Borghi (Podii Burgorum)
Poggio de' Borghi fu l'ultimo, fra i vari abitati, a essere costruito, intorno al 1300, ed ebbe la fortuna di riunire le vicine località di Converseto e Raggiano in un unico nucleo che assunse lo stato di Comune intorno al 1350. Fino al XVI secolo fu quasi esclusivamente luogo di rifugio e stoccaggio di prodotti agricoli, con all'interno delle mura il Palazzo Comunale e quello fatto edificare da Camillo Sassatelli, poche case e delle cantine sotterranee.
Lo sviluppo conobbe un primo arresto con la distruzione subita per mano delle truppe del Conte Corrado Virtinguer di Landau nel 1358. Il paese venne rapidamente ricostruito tanto che, nel 1400, divenne un feudo malatestiano e, nel 1448, Sigismondo Pandolfo Malatesta affidò ad Antonio di Francesco degli Atti la signoria del Comune. In questo periodo Borghi si dotò di alte mura, tuttora esistenti e in territorio Raggiano venne edificato un castello. Attraverso alterne vicende Poggio de' Borghi divenne vicariato della Chiesa di Santarcangelo, che ne affidò a Galeotto Malatesta la guida, poi passò di mano in mano agli uomini del Papa, a Galeotto Malatesta, alla famiglia dei Della Rovere; con il crollo malatestiano fu Federico Duca di Urbino a invadere e conquistare queste terre. Nel 1484, il Conte Francesco Sassatelli di Imola ottenne l'investitura del castello da Sisto IV, da cui vantava un credito di 1000 fiorini per servizi militari prestati. Nel 1520 un breve di Leone X rinnovò a Giovanni Cagnazzo Sassatelli e ai suoi successori l'investitura "pro tempore et in Vacariatum".
Dopo il 1579 si succedettero potestà diverse, per lo più costituite con decreti o bolle papali, fino al 1797, quando il governo napoleonico alienò tutti i beni delle preesistenti signorie, ducati e contee. La restaurazione riportò il potere temporale della Chiesa e fu Pio VII che unì il comune di Borghi con quelli di S. Giovanni in Galilea (più antico) e Converseto (dove sorgeva il castello di San Martino in Converseto). Borghi rimase sotto il papato fino al 1861, anno della costituzione del Regno d'Italia, e, come molte località romagnole, conobbe prima la morte e la distruzione durante i bombardamenti della seconda guerra mondiale e poi lo sviluppo economico.

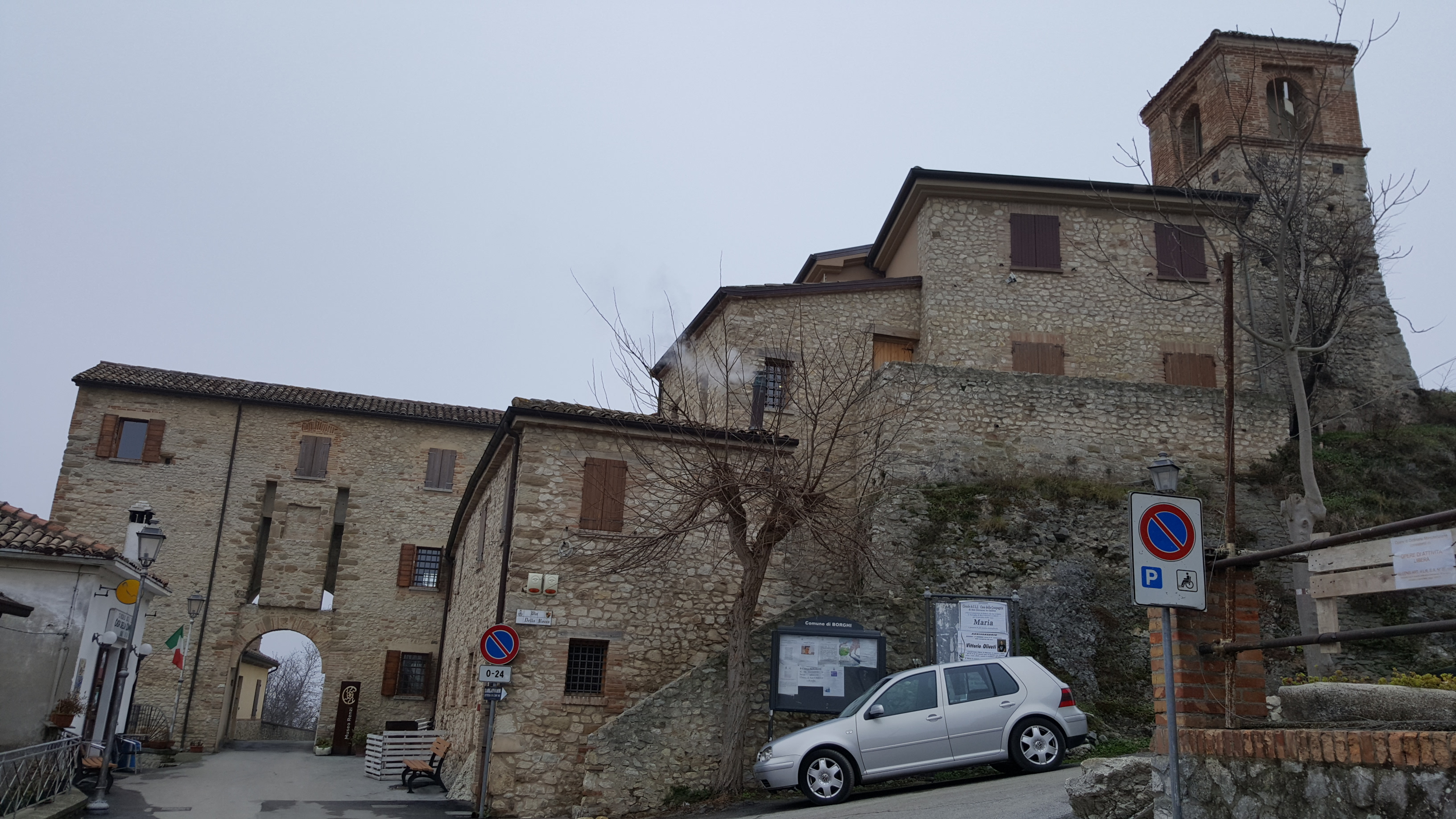
San Giovanni in Galilea

### Simboli
Lo stemma e il gonfalone del comune di Borghi sono stati concessi con decreto del presidente della Repubblica del 9 gennaio 2004. Il gonfalone è un drappo di rosso.
(D.P.R. 09.01.2004 concessione di stemma e gonfalone)

## Società

### Evoluzione demografica
Abitanti censiti

### Etnie e minoranze straniere
Secondo i dati ISTAT al 31 dicembre 2009 la popolazione straniera residente era di 190 persone. Le nazionalità maggiormente rappresentate in base alla loro percentuale sul totale della popolazione residente erano:
- Marocco 70 2,59%
- Albania 30 1,11%

## Cultura

### Cucina
- Il bustreng veniva preparato dalle famiglie contadine la domenica, utilizzando le rimanenze della settimana, che variavano. Poteva diventare un dolce o una torta salata. Col passar del tempo l'usanza di prepararlo in famiglia si affievolì. Nei primi anni settanta del Novecento venne riscoperta da persone amanti delle tradizioni: nacque così la Sagra de' Bustrengh. In occasione della festa che si tiene la seconda settimana di maggio, viene sfornato oltre che dal comitato organizzatore anche da alcune famiglie, le quali custodiscono gelosamente la ricetta.

## Amministrazione
Di seguito è presentata una tabella relativa alle amministrazioni che si sono succedute in questo comune.
| Periodo        | Periodo        | Primo cittadino        | Partito                                                        | Carica  | Note          |
| -------------- | -------------- | ---------------------- | -------------------------------------------------------------- | ------- | ------------- |
| 15 giugno 1985 | 21 maggio 1990 | Sante Burioli          | Partito Comunista Italiano                                     | Sindaco | [ 8 ]         |
| 21 maggio 1990 | 3 maggio 1993  | Sante Burioli          | Partito Democratico della Sinistra, Partito Comunista Italiano | Sindaco | [ 8 ]         |
| 3 maggio 1993  | 24 aprile 1995 | Loris Pollini          | Partito Democratico della Sinistra                             | Sindaco | [ 8 ]         |
| 24 aprile 1995 | 14 giugno 1999 | Loris Pollini          | lista civica                                                   | Sindaco | [ 8 ]         |
| 14 giugno 1999 | 14 giugno 2004 | Loris Pollini          | centro-sinistra                                                | Sindaco | [ 8 ]         |
| 14 giugno 2004 | 8 giugno 2009  | Mirella Mazza in Bucci | lista civica                                                   | Sindaco | [ 8 ]         |
| 8 giugno 2009  | 26 maggio 2014 | Mirella Mazza          | lista civica                                                   | Sindaco | [ 8 ] [ 9 ]   |
| 26 maggio 2014 | 27 maggio 2019 | Piero Mussoni          | lista civica                                                   | Sindaco | [ 8 ]         |
| 27 maggio 2019 | in carica      | Silverio Zabberoni     | lista civica Borghi da vivere                                  | Sindaco | [ 10 ] [ 11 ] |